# Preply
Preply es una plataforma de aprendizaje de idiomas en línea. Conecta a los tutores con los alumnos a través de un algoritmo de aprendizaje automático. Opera en 180 países de todo el mundo, con alrededor de 35.000 tutores y más de 50 idiomas. Preply fue fundada en los Estados Unidos en 2012 por Kirill Bigai, Serge Lukyanov y Dmytro Voloshyn. Sus oficinas están ubicadas en Barcelona, Nueva York y Kiev, con empleados que trabajan en 30 países de Europa, Estados Unidos, África, Asia y América Latina.

## Historia
La empresa fue fundada en 2012 por los empresarios ucranianos Kirill Bigai, Dmytro Voloshyn y Serge Lukyanov. El sitio web, preply.com, fue relanzado en noviembre de 2013 con un enfoque en el aprendizaje de idiomas en línea. El 31 de agosto de 2013, Preply se convirtió en una startup educativa líder en Ucrania después de una inversión ángel inicial de $ 180,000 de Semyon Dukach, Borya Shakhnovich, Vadim Yasinovsky, Dan Pasko, Torben Majgaard y Vostok Ventures.
En 2013, la empresa comenzó a expandirse a los mercados de Ucrania, Bielorrusia, Rusia, Kazajistán y Polonia. En 2016, la plataforma Preply se reestructuró agregando un algoritmo de clasificación de aprendizaje automático para recomendaciones y clasificación de tutores. Preply recaudó 1,300,000 dólares en fondos de inversionistas como Techstars, SMRK VCDigital y Arthur Kosten. El equipo experimentó un crecimiento significativo, con el recuento de empleados llegando a 100, marcando un aumento de 7 veces en menos de tres años.
En 2018, Preply Classroom (anteriormente Preply Space) se lanzó como el ecosistema de aprendizaje de idiomas todo en uno con la plataforma de video integrada, chat en línea, uso compartido de pantalla y más. En 2019, Preply abrió una nueva oficina en Barcelona, España, y expandió sus servicios a los mercados de Reino Unido, Alemania y España.
En el año 2021, Preply había acumulado un total de 50,6 millones de dólares en inversiones a través de 8 rondas de financiación.
A partir de septiembre de 2021, la aplicación ha recibido 50,6 millones de dólares en inversiones en un total de 8 rondas de financiación.
En febrero del año 2022, los cofundadores ucranianos de la compañía se enfrentaron a la invasión de Rusia en Ucrania. A pesar de la agitación, Preply garantizó la seguridad y el apoyo de los empleados ucranianos de Preply y sus familias. En julio del año 2022, Preply recaudó $50 millones adicionales de inversión.
En julio de 2022, Preply capta 50 millones de euros y potencia su sede en España. 
En agosto del año 2023, Preply extendió su serie C con una recaudación adicional de $ 70 millones, dirigida por Horizon Capital. El aumento fue anunciado en conjunto con el lanzamiento del asistente de la Inteligencia Artificial de Preply. Los nuevos fondos se utilizarán para extender el liderazgo en la categoría a través de tutores humanos con la Inteligencia Artificial. La compañía también abrió una oficina en Nueva York.

## Producto
El producto de Preply se basa en tutoría humana asistida por Inteligencia Artificial. La empresa te ofrece une gran variedad de tutores que se adaptan a tus necesidades según distintos parámetros como precio, disponibilidad, país de nacimiento, otros idiomas hablados, objetivos de aprendizaje y más.
Preply desarrolló un producto de plan de estudios patentado que complementa el aprendizaje humano al proporcionar pruebas de ubicación con reconocimiento de voz de IA, ejercicios de vocabulario interactivo, disponibles en todas las plataformas y otras funciones.
Preply ofrece clases en 50 idiomas, con tutores que funcionan como contratistas independientes que establecen sus propias tarifas y horarios.

## Reconocimiento
En mayo de 2020, Preply ganó el premio “The Revenue Hack of 2020” en los premios para empresas emergentes de Ucrania.
En julio de 2021, Preply fue finalista del premio Europas 2021 a la “Startup edTech más caliente de Europa”.
A finales de ese mes, Preply fue nominado entre los "100 mejores empleadores de TI en Ucrania".